# Comparaison entre la situation actuelle des animaux et la Shoah
Le traitement des animaux par les hommes et la Shoah ont été comparés par des écrivains, des philosophes et par des défenseurs des droits des animaux. Cette comparaison est dénoncée comme une banalisation de l'Holocauste et critiquée par certaines personnalités et organisations.

## Comparaison

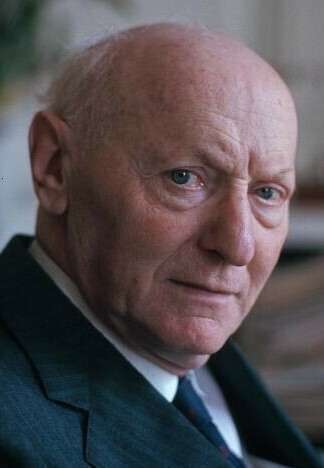
Isaac Bashevis Singer en 1988.

La comparaison entre la Shoah et le traitement des animaux par les hommes a été faite par certaines personnes et certains groupes.
L'auteur juif Isaac Bashevis Singer, qui reçut le prix Nobel de littérature en 1978 et qui était lui-même végétarien, a établi cette comparaison plusieurs fois dans ses histoires, telles que Ennemies, une histoire d'amour, Le Pénitent et The Letter Writer. Dans cette dernière histoire, le protagoniste dit :

« Dans les relations avec les animaux, tous les gens sont des nazis ; pour les animaux, c'est un éternel Treblinka. »

Dans Le Pénitent, le protagoniste exprime la même idée : « Quand on en vient aux animaux, tout homme est un nazi ».
Enzo Traverso écrit dans son ouvrage de 2002, La Violence nazie :

« Dans sa Theory of Film, Siegfried Kracauer avait saisi une analogie entre les abattoirs et les camps de la mort en soulignant, par une comparaison entre les documentaires sur les camps nazis et un film comme Le Sang des bêtes de Georges Franju, jusqu’à quel point dans les deux lieux régnait le même caractère méthodique de tuerie et la même organisation géométrique de l’espace. »

Dans Un éternel Treblinka, publié en 2002, Charles Patterson compare les procédés de traitement de l'animal dans l'industrie agro-alimentaire à la Shoah.
John Maxwell Coetzee, qui a reçu le prix Nobel de littérature en 2003, écrit :

« […] au XXe siècle, un groupe d'hommes puissants et sanguinaires en Allemagne ont eu l'idée d'adapter les méthodes des parcs à bestiaux, tels qu'ils avaient été développés et perfectionnés à Chicago, pour le massacre, ou ce qu'ils préféraient nommer, le "traitement" des êtres humains,. »

La Ligue antidiffamation liste un nombre de groupes de défense des droits des animaux qui ont fait cette comparaison. L'Animal Liberation Front (Front de libération des animaux) se présente dans le magazine No Compromise sous ces termes :

« Si nous pénétrons illégalement, de même faisaient les soldats qui firent sauter les portes des camps de la mort d'Hitler. Si nous sommes des voleurs, de même étaient les membres du chemin de fer clandestin (Underground Railroad) qui libéraient les esclaves du Sud. Et si nous sommes des vandales, de même étaient ceux qui détruisirent à jamais les chambres à gaz de Buchenwald et d'Auschwitz. »

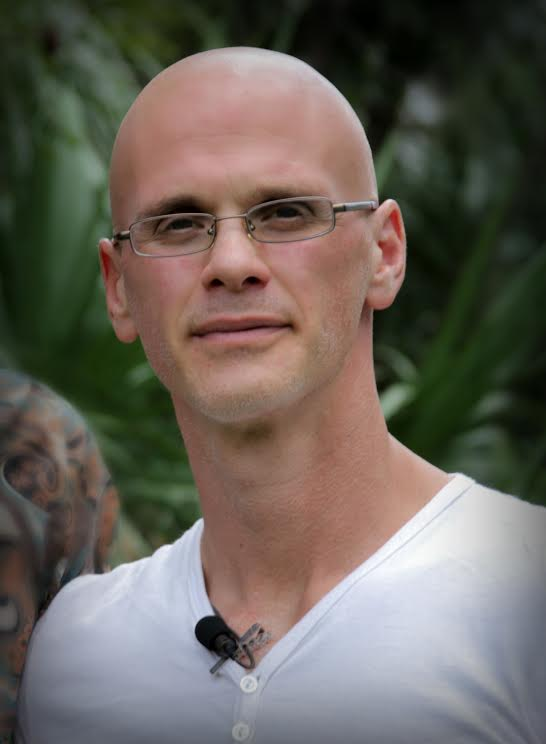
Gary Yourofsky.

Gary Yourofsky, conférencier et militant de la cause animale américain né dans une famille juive, utilise régulièrement cette comparaison, notamment lors de ses interventions dans les médias israéliens. Ses vidéos semblent avoir contribué à une augmentation significative du nombre de véganes en Israël au cours des années 2010.
En 2001, le site Meat.org incorpore une section « Shoah animale » contenant des photographies d'animaux avec des légendes comme « Victime de la Shoah », et affirmant qu'il est « facile de voir la ressemblance entre la destruction et le massacre systématique de six millions de Juifs par les nazis avant et pendant la Seconde Guerre mondiale et les 20 millions d'animaux qui sont exécutés chaque jour uniquement en Amérique. De nombreux Juifs pendant la Shoah furent transportés dans des camions à bestiaux vers les camps de concentration et leur mort. Les camps de concentration ressemblent énormément aux abattoirs ordinaires de nos jours ».
La Consistance dans la campagne de compassion (CCC), un projet du Réseau des droits des animaux du Nord-ouest, situé à Seattle dans l'État de Washington, affirme que « la Shoah représente beaucoup plus que ce seul événement. Elle représente un lieu et une période quand la pensée suprématiste était si incrustée dans une culture, que les gens étaient aveugles ou apathiques au diable qui existait dans leur monde de tous les jours. Cette sorte de pensée n'est pas exclusive à juste cette période et ce lieu. La grande région aveugle de notre pays et de la civilisation occidentale correspond au mauvais traitement et au dédain pour les animaux non-humains ».
Alex Hershaft, survivant du ghetto de Varsovie, fondateur de l’association américaine Farm Animal Rights Movement, explique que sa décision de devenir végétarien dans les années 1960, puis son engagement en tant que militant pour les droits des animaux dans les années 1970, viennent des similarités qu’il a pu observer entre le traitement des animaux d’élevage et le sort réservé aux déportés durant la Seconde Guerre mondiale.
Roberta Kalechofsky de l'association Les Juifs pour les Droits des animaux affirme que bien qu'il y ait un « tissu conjonctif » entre les souffrances des animaux et la Shoah, ils font partie de « deux schémas historiques différents, et la comparaison entre les deux atténue… la force de l'antisémitisme ».

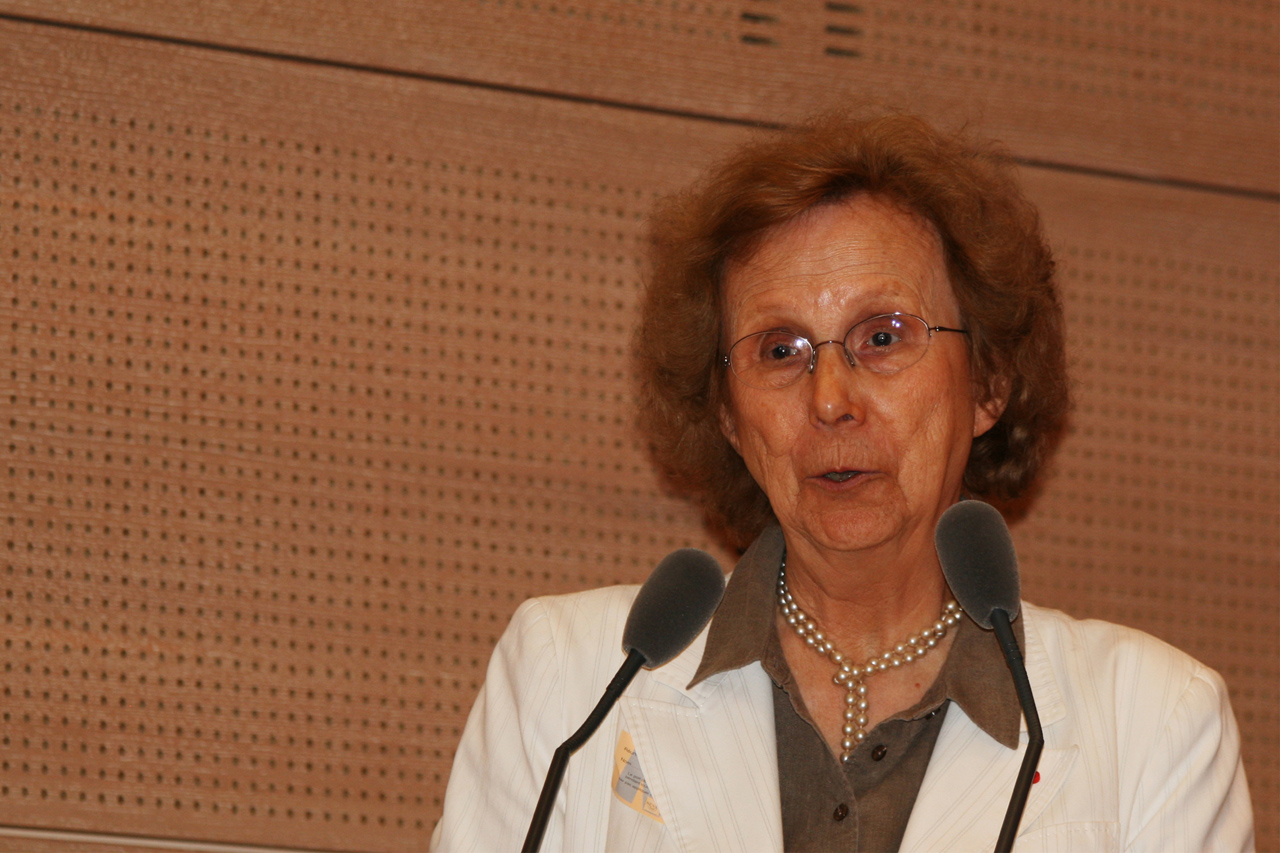
Élisabeth de Fontenay en 2009.

Élisabeth de Fontenay, présidente de la Commission enseignement de la Shoah de la Fondation pour la mémoire de la Shoah et membre du comité de parrainage de l'association La paix maintenant pour la promotion du mouvement israélien Shalom Archav et du Comité d'éthique ERMES, dans son ouvrage Le Silence des bêtes, la philosophie à l'épreuve de l'animalité

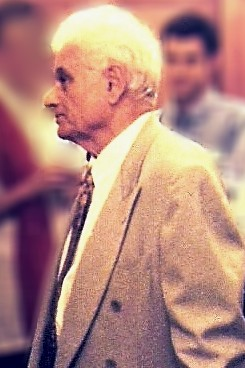
Jacques Derrida

Ce point de vue est partagé par de nombreux philosophes liés à la déconstruction :
- Jacques Derrida, L'animal que donc je suis, p. 46-47.
- Patrice Rouget, La Violence de l'humanisme, Calmann-Lévy, 2014, pp. 142-143.

Mais aussi par des écrivains :
- Vassili Grossman, La paix soit avec vous (1965), notes de voyage en Arménie, trad. Nilima Changkakoti, Paris, éd. de Fallois-L'Âge d'homme, 1989, p. 78-79.

- François Cavanna (1995)[15].

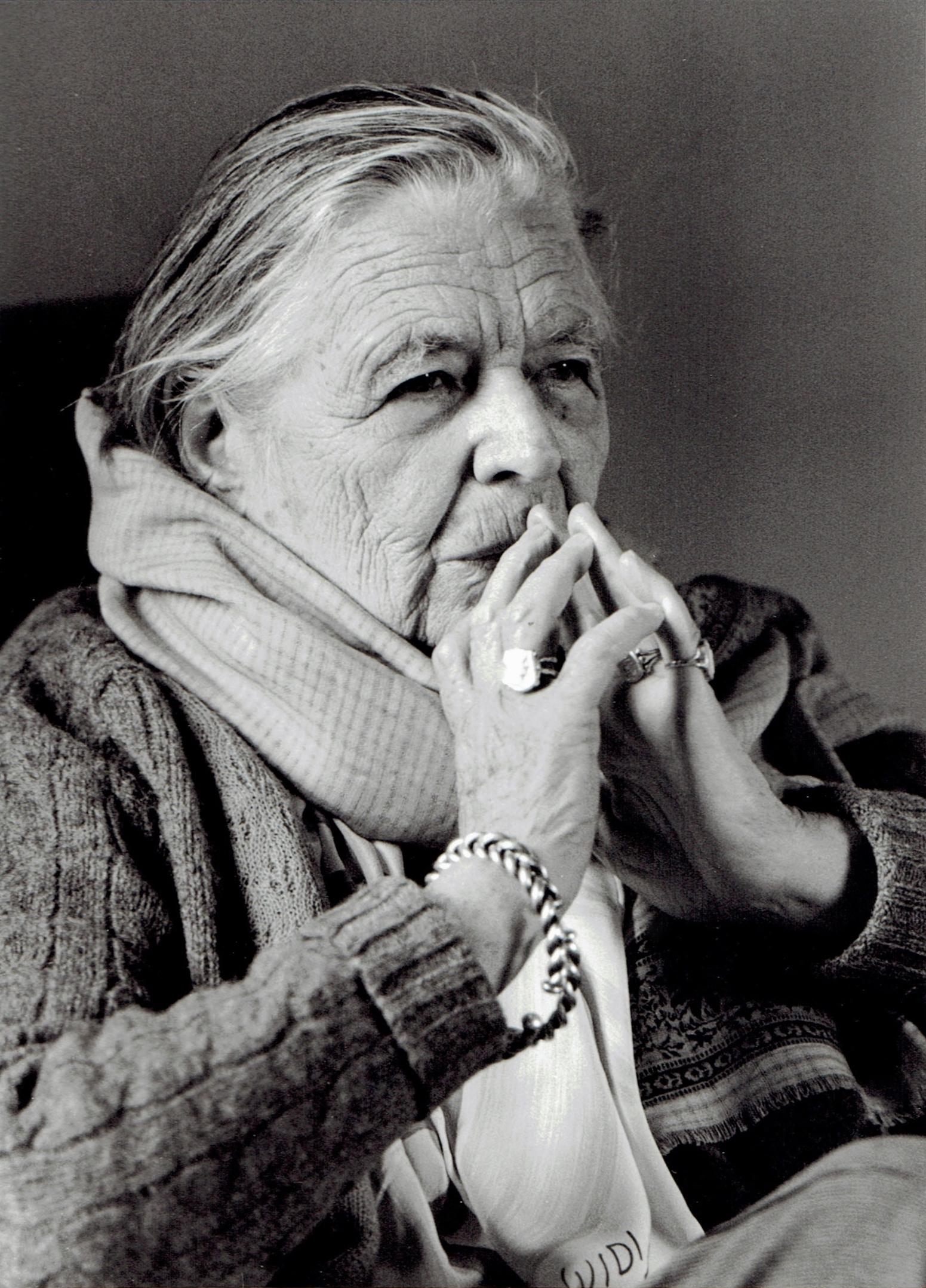
Marguerite Yourcenar

- Marguerite Yourcenar, Les Yeux ouverts (1980).

Le 28 septembre 2017, le parlementaire suisse Jonas Fricker déclare : « La dernière fois que j'ai vu un tel documentaire [montrant le transport des cochons à l'abattoir], les images des déportations massives vers Auschwitz du film "La liste de Schindler" me sont inévitablement venues à l'esprit. Je n'y peux rien, c'est arrivé comme ça ».

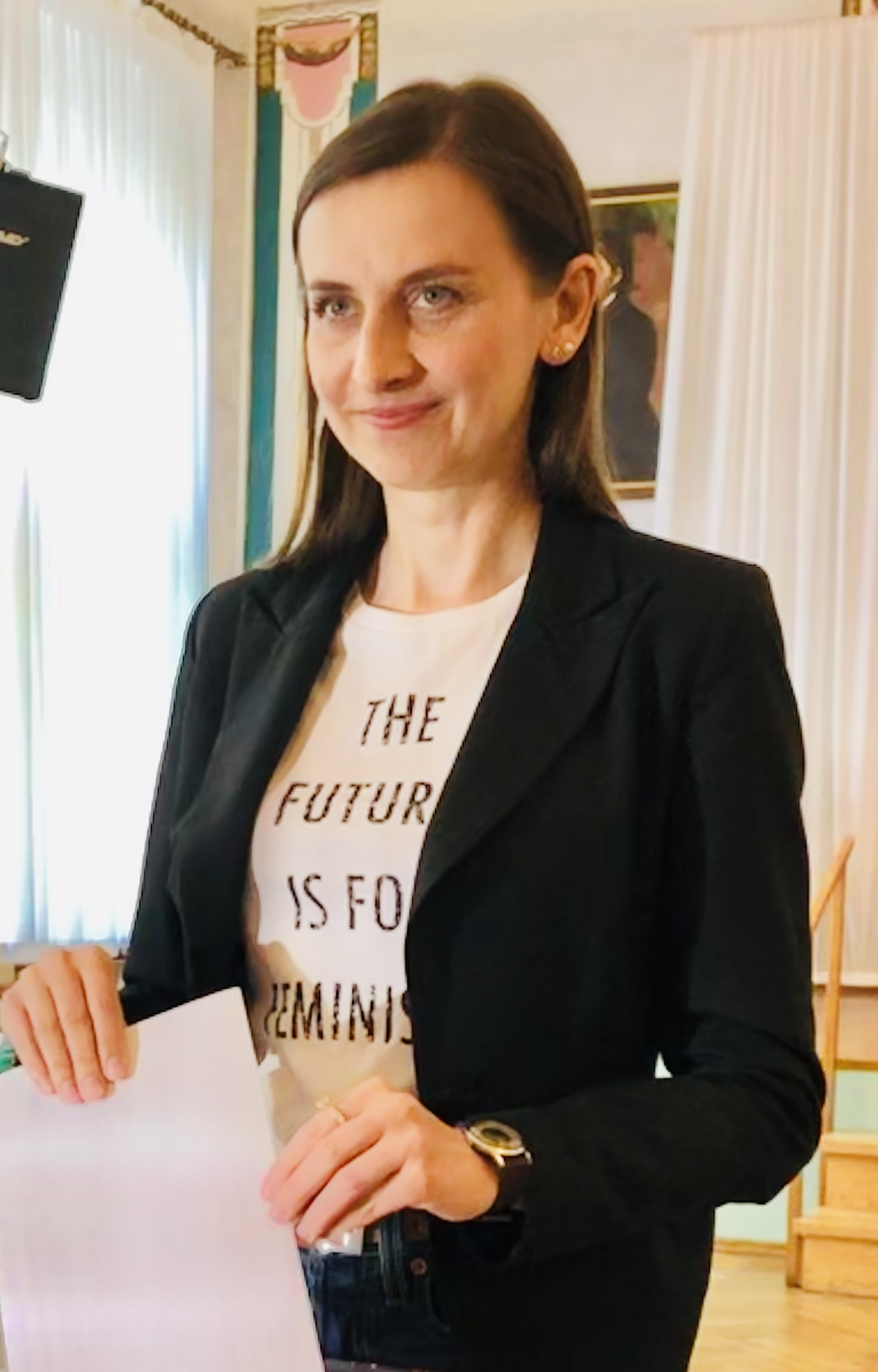
L'eurodéputée Sylwia Spurek en 2019.

Le 22 janvier 2020, à la veille de la Journée internationale de commémoration de la Shoah, Sylwia Spurek, eurodéputée polonaise, partage sur Twitter un dessin de Jo Frederiks, une artiste engagée dans la défense du bien-être animal, montrant des vaches vêtues de tenues de déportés ornées d’une étoile jaune marcher vers l’abattoir. En réponse aux critiques soulevées par cette comparaison jugée « offensante pour les victimes de la Shoah » et « haineuse », Sylwia Spurek se défend en citant Isaac Bashevis Singer, lauréat juif du prix Nobel, qui a écrit un jour : « Dans leur comportement envers les créatures, tous les hommes sont des nazis. », ajoutant à propos du dessin : « Cet art me ravit-il ? Non, il m’effraie par la façon dont les gens traitent les autres animaux, et je pense que toute personne intelligente devrait comprendre le message de cet artiste ». Le Musée national Auschwitz-Birkenau a quant à lui critiqué l'« instrumentalisation d'une tragédie » par Sylwia Spurek et suggéré que « les droits des animaux méritent une meilleure défense que la banalisation de souffrances atroces »,.

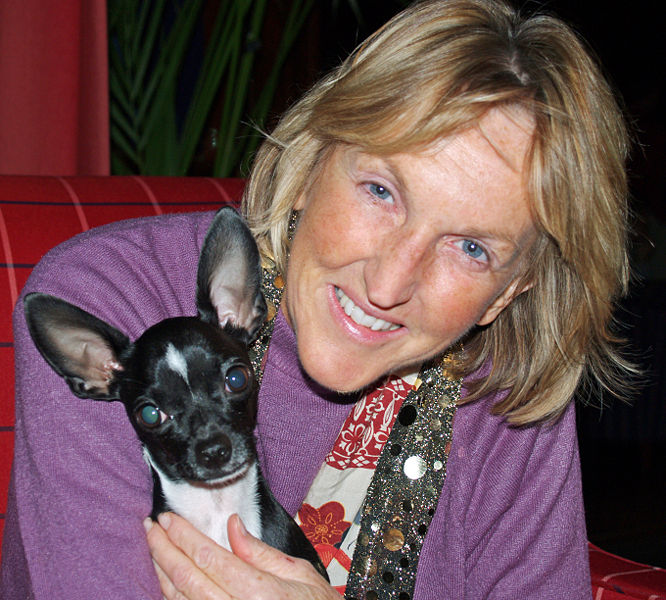
Ingrid Newkirk en 2009.

Ingrid Newkirk, la présidente de People for the Ethical Treatment of Animals (PETA), a elle-même fait cette comparaison de façon claire en disant : 

« Six millions de Juifs sont morts dans les camps de concentration, mais six milliards de poulets à rôtir vont périr cette année dans les abattoirs. »

### PETA et l’utilisation de l’imagerie de la Shoah
PETA a utilisé l'imagerie de la Shoah par deux fois dans ses campagnes. En juillet 2003, une publicité télévisée de PETA passée sur plusieurs chaînes câblées américaines appelée : « Ils vinrent nous chercher la nuit », racontée par un homme décrivant ce qu’il a ressenti lorsqu’il fut transporté sans eau et sans nourriture.
La même année, l’exposition de PETA, « La Shoah dans votre assiette », se composait de huit panneaux d'environ six mètres carrés chacun, juxtaposant des images de la Shoah et des images d'animaux dans des fermes d'élevage intensif. Les photographies des détenus dans les camps de concentration étaient affichées à côté de photographies de poulets élevés en batterie, et les photographies de corps empilés des victimes de la Shoah, à côté d'une pile de carcasses de porcs. Les légendes prétendaient que « comme les Juifs tués dans les camps de concentration, les animaux sont terrorisés quand ils sont parqués dans des immondes entrepôts et rassemblés pour être envoyés à l’abattoir. Le canapé et le sac en cuir sont les équivalents moraux des abat-jour fabriqués avec la peau des personnes tuées dans les camps d’extermination ».
L’exposition était financée par un philanthrope juif anonyme, et créée par Matt Prescott, qui perdit plusieurs de ses parents dans la Shoah. Prescott a déclaré :

« C'est exactement la même façon de voir les choses qui a rendu possible la Shoah, que nous pouvons faire ce que nous voulons à ceux que nous décidons être “différents ou inférieurs”. C'est ce qui nous autorise à commettre tous les jours des atrocités sur les animaux. Le fait est que tous les animaux ressentent de la souffrance, de la terreur et de la solitude. Nous demandons aux gens de reconnaître que ce qui a été fait aux Juifs et à d'autres personnes pendant la Shoah est ce qui est fait journellement aux animaux dans les fermes d'élevage intensif. »

En 2018, l'actrice Natalie Portman rend hommage à Isaac Bashevis Singer dans une vidéo publiée par PETA le 16 juillet. Elle y cite notamment le roman de Singer Shosha où le narrateur déclare : « Nous faisons aux créatures de Dieu ce que les nazis nous ont fait ».

## Critiques de cette comparaison

### Campagnes de PETA
Abraham Foxman, président de la Ligue pour la lutte contre la Diffamation et le Racisme (en anglais : ADL), lui-même survivant de l’Holocauste, s'est plaint que l'exposition de PETA ait été « outrageusement offensive et portait la chutzpah (le culot) à de nouveaux sommets ». Pour lui, la comparaison que fait PETA entre le massacre systématique et délibéré de millions de Juifs et la question des droits des animaux est « odieuse ». Stuart Bender, conseiller juridique du United States Holocaust Memorial Museum, a écrit à PETA leur demandant « d'arrêter et de renoncer à ce détournement abusif des images de la Shoah ».
En 2005, Ingrid Newkirk s'excusa pour l'affliction que la campagne avait pu causer à certaines personnes,.
En 2012, la Cour européenne des droits de l'homme a jugé que l'Allemagne, au vu de son Histoire, était fondée à interdire aujourd'hui une campagne de l'association PETA comparant l'abattage d'animaux d'élevage au sort des victimes de l'Holocauste. Le Conseil central des juifs d'Allemagne et son président, Dieter Graumann, estiment que cette campagne intitulée « L'Holocauste dans votre assiette » et mettant en parallèle des photos de cadavres dans les camps nazis et des images de poulets en batteries ou de porcs abattus, constitue une initiative « monstrueuse » et banalise l'Holocauste de « manière irresponsable ».

### En général
Cette comparaison est critiquée dans la mesure où les objectifs poursuivis sont différents : pour les nazis, le but de la Shoah était d'exterminer les Juifs (ainsi que les Tziganes, les homosexuels, les handicapés et autres « inadaptés sociaux », tous considérés comme des « sous-hommes »), d'en faire disparaître la « race » de la surface de la Terre. Or l'abattage des animaux n'a pas pour but de faire disparaître les différentes espèces d'animaux d'élevage (même si la normalisation industrielle de l'élevage a entraîné la disparition de nombreuses races rustiques).
Cette comparaison est dénoncée comme une banalisation de l'Holocauste, par exemple par Manfred Gerstenfeld (en), écrivain et président du Jerusalem Center for Public Affairs, de 2000 à 2012, pour qui :

« Une autre catégorie de la banalisation de l’Holocauste, qui a un écho important, est la comparaison de l’abattage des animaux au génocide des Juifs. C’est dans cette catégorie que l’on trouvera les abus les plus pervers de l’histoire de l’Holocauste. »

Elle est aussi critiquée par des organisations telles que la Ligue antidiffamation (Anti-Defamation League – ADL) et l'United States Holocaust Memorial Museum (musée du Mémorial de l'Holocauste des États-Unis),. L'ADL a écrit que l'utilisation croissante de l'imagerie de la Shoah par les activistes des Droits des animaux est une « exploitation perturbatrice » d'un drame.
En 2014, une exposition de peinture intitulée « L'holocauste des animaux » choque la communauté juive. Le président du B'nai B'rith, Dvir Abramovitch, estime que ce titre est « au delà de l'inapproprié » et déclare :

« Dessiner une comparaison concernant une extermination systématique de millions de Juifs et d'autres sujets des droits des animaux est une perversion grave et inacceptable de l'histoire et la banalisation de la Shoah. […] La Shoah n'est pas un outil de marketing et ne doit jamais être utilisée comme une métaphore pour promouvoir une cause. […] Ce faisant, cette peinture est humiliante, minimise la terreur et la souffrance de tant de personnes qui ont été victimes de ce chapitre sombre de l'histoire humaine. »